# Maizières-la-Grande-Paroisse
Maizières-la-Grande-Paroisse ist eine französische Gemeinde mit 1.521 Einwohnern (Stand: 1. Januar 2022) im Département Aube in der Region Grand Est; sie gehört zum Arrondissement Nogent-sur-Seine und zum Kanton Romilly-sur-Seine. Die Einwohner werden Maizièronnes genannt.

## Geographie
Maizières-la-Grande-Paroisse liegt etwa 25 Kilometer nordwestlich von Troyes an der Seine, die die Gemeinde im Norden begrenzt. Umgeben wird Maizières-la-Grande-Paroisse von den Nachbargemeinden Saint-Just-Sauvage im Nordwesten und Norden, Clesles im Norden und Nordosten, Châtres im Osten, Origny-le-Sec im Süden, Pars-lès-Romilly im Südwesten sowie Romilly-sur-Seine im Westen.
Der Bahnhof liegt an der Bahnstrecke Paris–Mulhouse.

## Bevölkerungsentwicklung
| Jahr                       | 1962 | 1968 | 1975 | 1982 | 1990 | 1999 | 2006 | 2019 |
| Einwohner                  | 1517 | 1446 | 1367 | 1481 | 1521 | 1491 | 1418 | 1498 |
| Quellen: Cassini und INSEE |      |      |      |      |      |      |      |      |

## Sehenswürdigkeiten
- romanische Kirche Saint-Denis aus dem 12. Jahrhundert